# Julius Clarus
(Hermann) Julius Clarus (* 9. März 1819 in Leipzig; † 6. Mai 1863 ebenda) war ein deutscher Pharmakologe und Hochschullehrer.

## Leben
Als Sohn des Leipziger Medizinprofessors Johann Christian August Clarus studierte er ebenfalls Medizin sowie Chemie an der Universität Leipzig. 1857 wurde er im Corps Lusatia Leipzig aktiv. 1841 wurde er zum Dr. med. promoviert. Seit 1844 Privatdozent und seit 1848 a.o. Professor an der Universität Leipzig, starb er mit 44 Jahren im Amt. Seine Arbeiten betreffen verschiedene Disziplinen der Medizin, so die kardiologische Diagnostik, den Idiotismus, Diätetik (der Neugeborenen und des weiblichen Geschlechtes) und besonders die Arzneimittellehre. In der Pharmakologie  machte er sich durch mehrere experimentelle Arbeiten über Pflanzenstoffe,  sein Handbuch und Jahresberichte und Referate bekannt. Er war Mitglied der Leipziger Freimaurerloge Minerva zu den drei Palmen.

## Werke
- Die physiologische Untersuchung des Herzens, 1844
- Handbuch der speciellen Arzneimittellehre, 3 Auflagen, 1852–1860